# Kostel svaté Kateřiny (Bořislav)
Římskokatolický farní kostel svaté Kateřiny Alexandrijské v Bořislavi je barokní sakrální stavba. Stojí v obci při průjezdní silnici. Od 3. května 1958 je kostel společně s farou chráněn jako kulturní památka České republiky. Jedná se o farní kostel Římskokatolické farnosti Bořislav.

## Historie

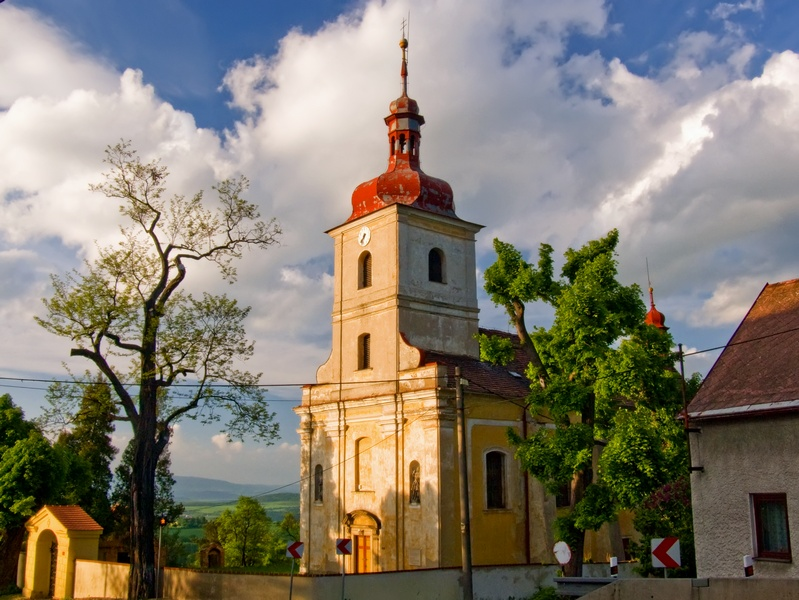
Kostel svaté Kateřiny s areálem hřbitova

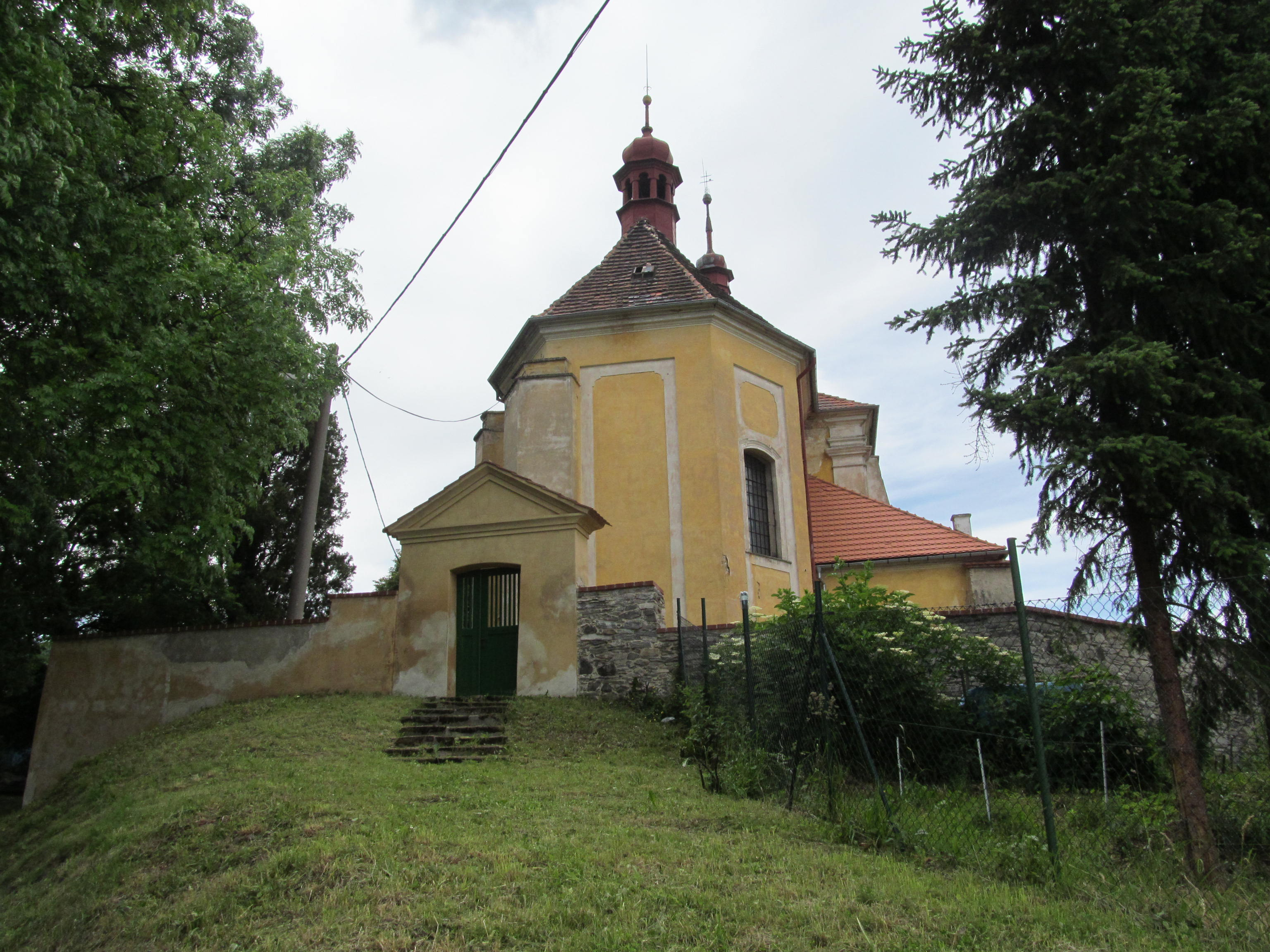
Závěr bořislavského kostela

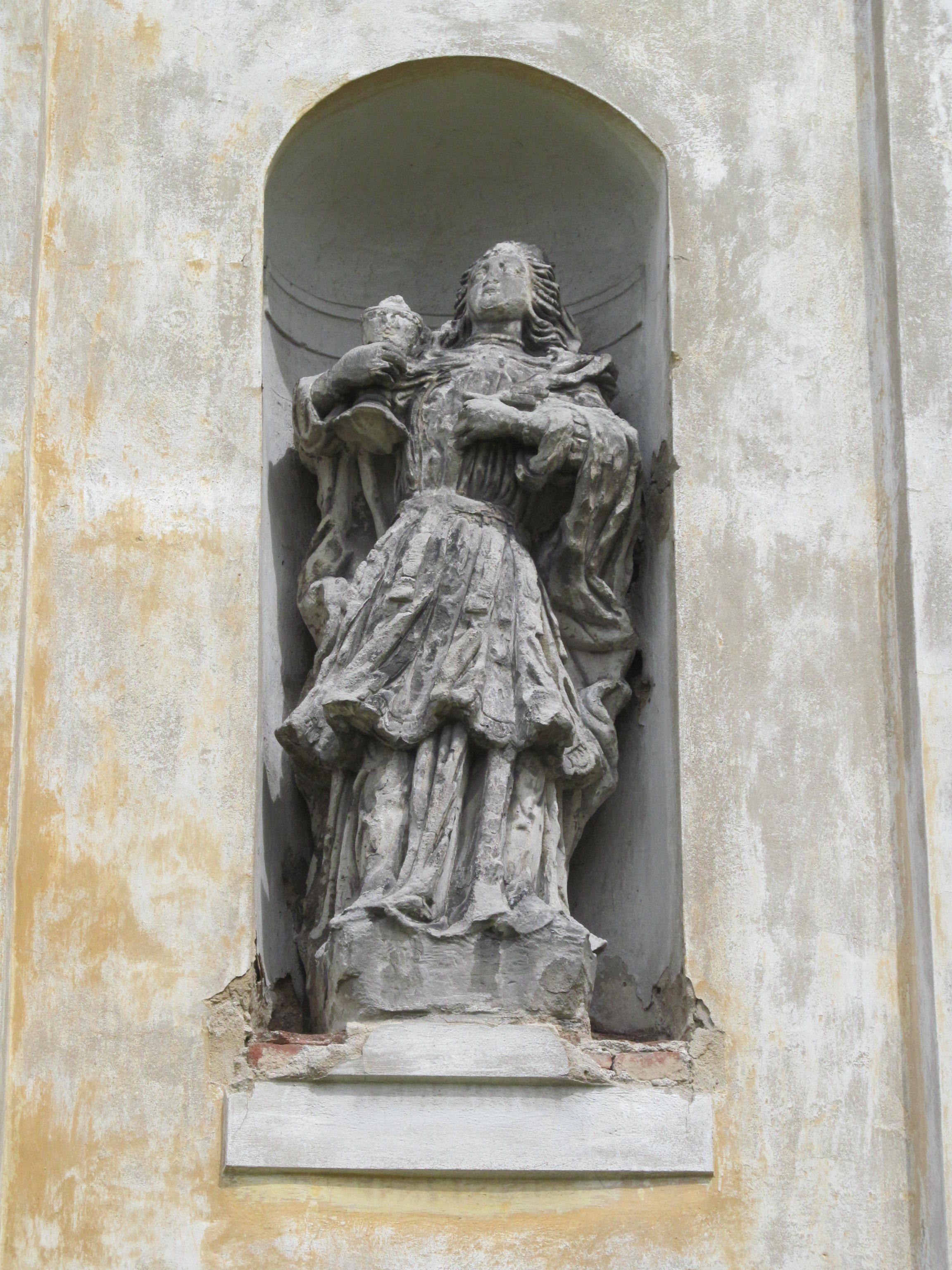
Plastika svaté Barbory na průčelí kostela

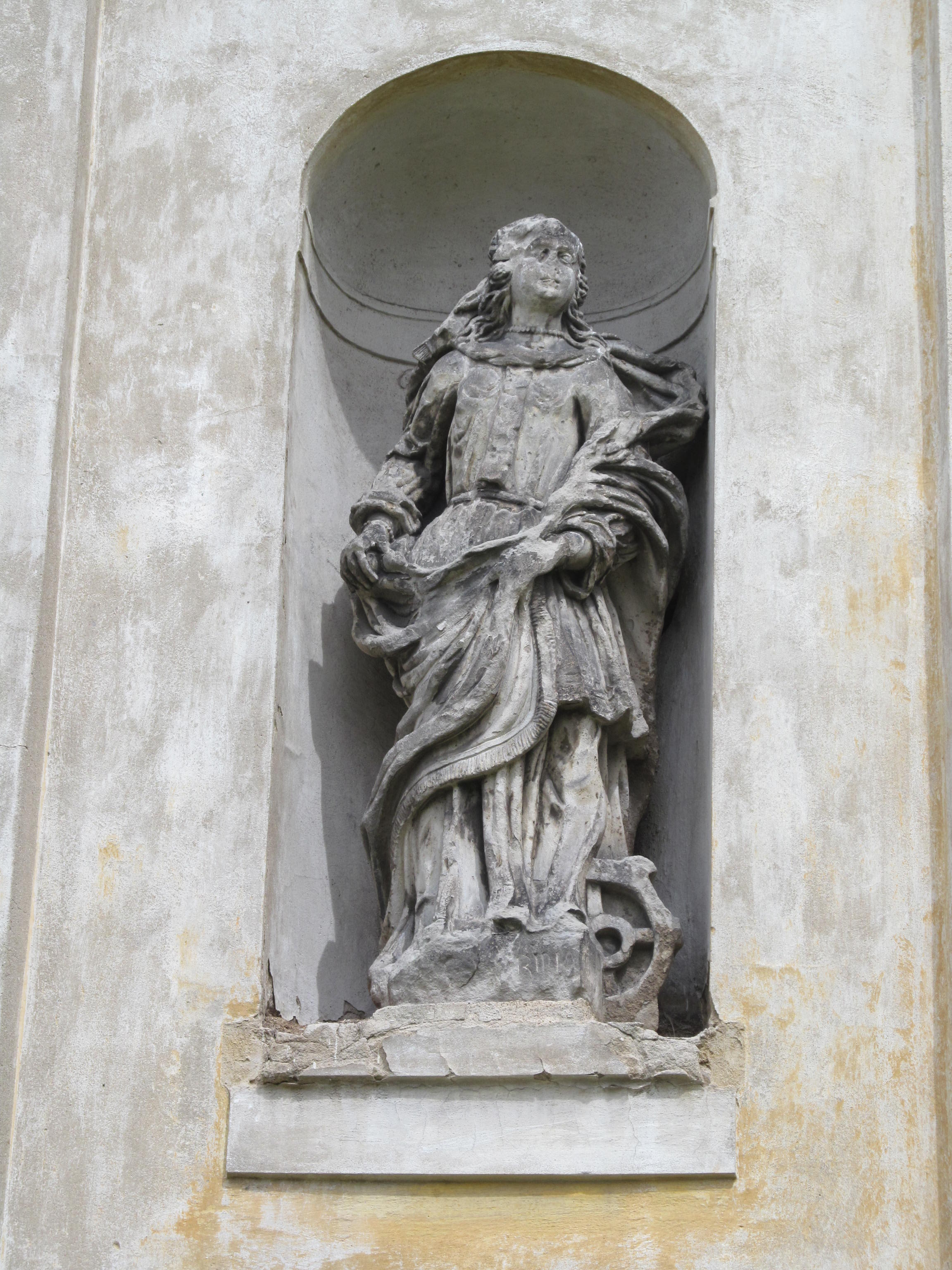
Socha svaté Kateřiny na průčelí kostela

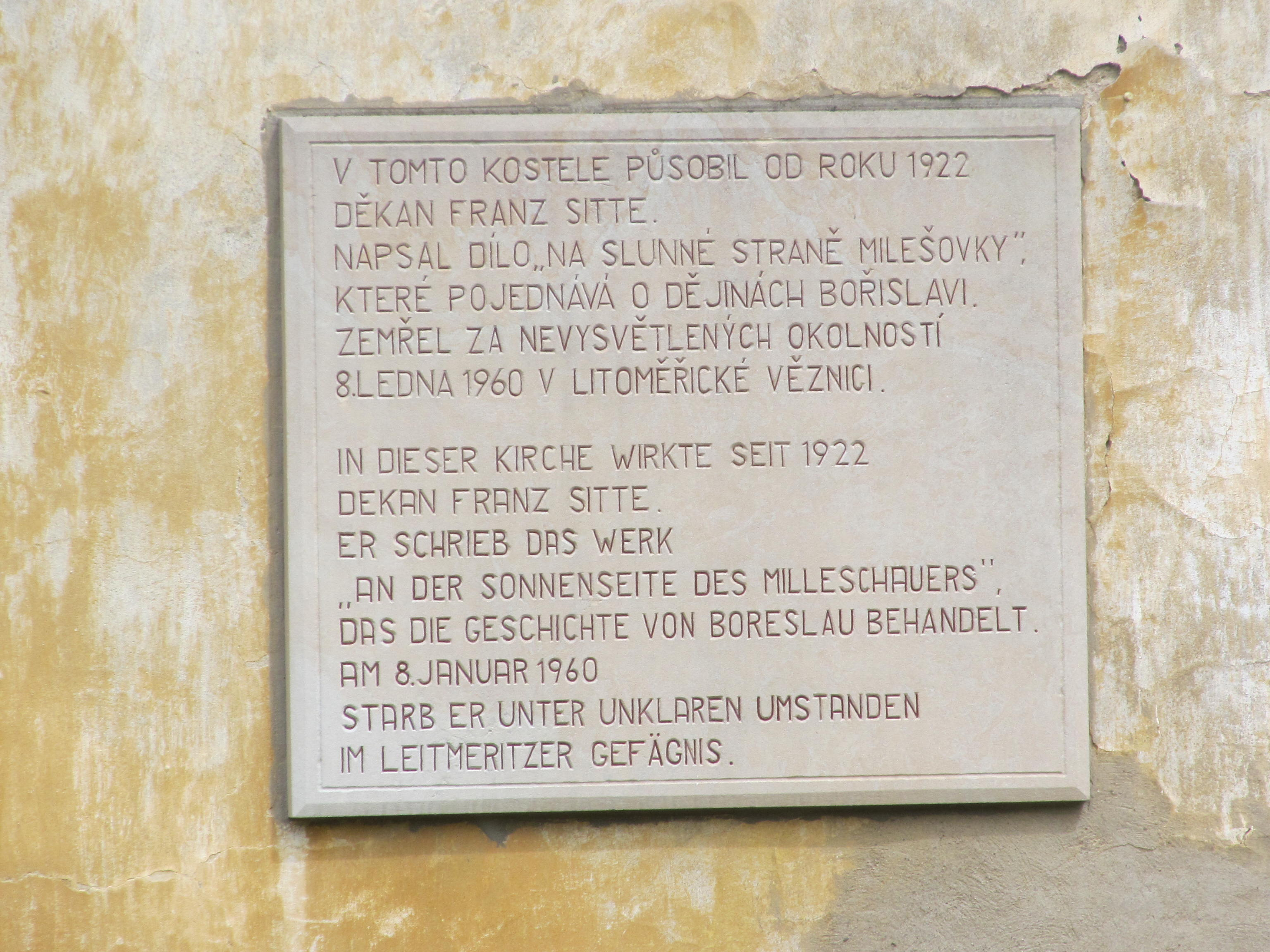
Pamětní deska faráři Franzi Sittemu na kostele

Kostel byl postaven na místě původního svatostánku, připomínaného roku 1352. Stavba byla zahájena roku 1713, K vysvěcení došlo zřejmě v roce 1717. Naproti tomu Vít Honys uvádí, že se kostel stavěl v letech 1717–1721. Jeho architektem byl claryovský stavitel Christian Lagler. Lagler byl starší teplického zednického cechu a vůdčí osobnost teplického baroka. V Teplicích zřejmě projektoval přestavbu Kostela svatého Jana Křtitele, uskutečněnou v letech 1700–1703, a kapli Nalezení sv. Kříže (též Seumeho kaple) z let 1728–1730. Postavil rovněž mnoho lázeňských budov včetně ptačí voliéry u tzv. Ptačích schodů. Jeho dílem je i kostel svatého Petra a Pavla v Růžové u Děčína, kostel sv. Valentina v Novosedlicích, kaple sv. Eustacha ve Mstišově a podílel se na novostavbě kostela sv. Martina ve Rtyni. Zároveň se stavbou kostela byl rozšířen hřbitov umístěný v jeho areálu a obehnán zdí.
V roce 1820 byl kostel opraven. Dostal novou střechu a byly proraženy nové dveře do sakristie. K další opravě došlo v roce 1839. Roku 1927 byla na faru a do kostela zavedena elektřina.

## Architektura
Kostel je barokní jednolodní stavba s trojbokým závěrem a hranolovou věží nadstavenou štítové stěně, s níž je spojena volutovými křídly. Ve štítové stěně je mělký střední rizalit vymezený plochými pilastry, které se opakují i na nároží. V ose se nachází vstup se segmentovým frontonem. V bočních polích jsou niky s volnými plastikami svaté Barbory a svaté Kateřiny. Věž je kryta přilbou s polygonální zvoničkou. Boční fasády jsou lemovány lizénovými rámy. Okna jsou segmentová se štukovým ostěním. Pozdější opěrné pilíře šikmo zabíhají do stavby. Uvnitř je kostel zaklenut valenou klenbou s lunetami.

## Zařízení
Na boční stěně kněžiště se nachází obraz svaté Kateřiny, který se nacházel původně na hlavním oltáři. Pochází z první poloviny 18. století a je snad z Brandlova okruhu. Mezi kazatelnou a zpovědnicí je umístěný epitaf s datem 1694 a reliéfem lebky na zkřížených hnátech. Jedná se o náhrobník matky faráře Paula Antona Weigela, za něhož byl kostel postaven. Z roku 1873 pochází hlavní oltář, o rok později byla postavena kazatelna.
Barokní mobiliář kostela v minulosti utrpěl ztráty několika vloupáními. K prvnímu došlo v létě roku 1800, kdy byl vyloupen svatostánek. K dalším vloupáním došlo v letech 1823 a 1830. V dubnu 1920 si lupiči odnesli zlatou monstranci, ciborium, několik svícnů a hudební nástroje. Dne 7. srpna byl 1993 kostel opět vykraden. Odcizeno bylo 10 mosazných svícnů, 3 tříramenné svícny se skleněnými přívěsky, 2 plastiky andílků a 1 menší dřevěný krucifix.

## Zvony
K roku 1915 jsou zde doloženy dva malé zvony z roku 1679 a z roku 1569 od Brikcího z Cimperka, které byly o rok později zrekvírovány. Nicméně ve věži se nachází zvon s tímto nápisem v gotické minuskuli: "tento zvon dielan ke czty a k chwale panu bohu matcze bozi a wssiem svatim." Zvon měl před rekvizicí za 2. světové války zachránit starosta obce, uvádí se již v 19. století. Není proto vyloučené, že pochází z původního kostela.

## Okolí kostela
Kostel obklopuje zeď bývalého hřbitova se zbytky náhrobků a márnice. Fara (čp. 5) je položena severovýchodně pod kostelem. Jejím architektem byl Jeroným Costa. Jedná se o obdélnou patrovou stavbu s mansardovou střechou. V ose její boční stěny je portál s letopočtem 1733. Okna fary jsou obdélná. Při průjezdní silnici, nedaleko kostela se nachází sloup s Pietou z roku 1720 a renovovanou roku 1829. V současnosti je nahrazena replikou. Na návsi je na hranolovém soklu s reliéfy kamenný kříž z roku 1801.

## Osobnost bořislavského kostela
Bořislav byla od roku 1922 působištěm děkana Franze Sitteho, významného regionálního vlastivědce, autora knihy Na slunné straně Milešovky. Na rozdíl od většiny německých obyvatel obce nebyl odsunut, ale roku 1960 se stal obětí řízené provokace státní bezpečnosti. Na kostele se nachází jeho pamětní deska.

## Spolek na záchranu kostela
V červnu 2022 byl založený Spolek na záchranu kostela svaté Kateřiny, jehož členové žijí v Bořislavi, Žalanech, Lounech a Teplicích. Od roku  2024 je jeho předsedkyní Dita Nerudová. Členové spolku spolu s dalšími brigádníky vyčistili věž a půdní prostory zanedbaného kostela od holubího trusu a provádějí pravidelný úklid a konzervování interiéru. V kostele se znovu konají mše, každoročně Noc kostelů, adventní koncerty, výstavy a řada dalších akcí. Z vlastních prostředků rekonstruují kůr.